# Darkest Day
Darkest Day (česky Nejtemnější den) je osmé studiové album americké death metalové skupiny Obituary. Vydáno bylo v roce 2009 hudebním vydavatelstvím Candlelight Records. Obal navrhl výtvarník Andreas Marschall, který s kapelou spolupracoval již při albech The End Complete, Frozen in Time a Xecutioner's Return.

## Seznam skladeb
1. "List of Dead" – 3:34
2. "Blood to Give" – 3:35
3. "Lost Inside" – 3:55
4. "Outside My Head" – 3:52
5. "Payback" – 4:29
6. "Your Darkest Day" – 5:07
7. "This Life" – 3:45
8. "See Me Now" – 3:23
9. "Fields of Pain" – 3:19
10. "Violent Dreams" – 1:58
11. "Truth Be Told" – 4:49
12. "Forces Realign" – 4:39
13. "Left to Die" – 6:20

## Sestava
- John Tardy – vokály
- Ralph Santolla – kytara
- Trevor Peres – kytara
- Frank Watkins – baskytara
- Donald Tardy – bicí